# Bársony (anyag)

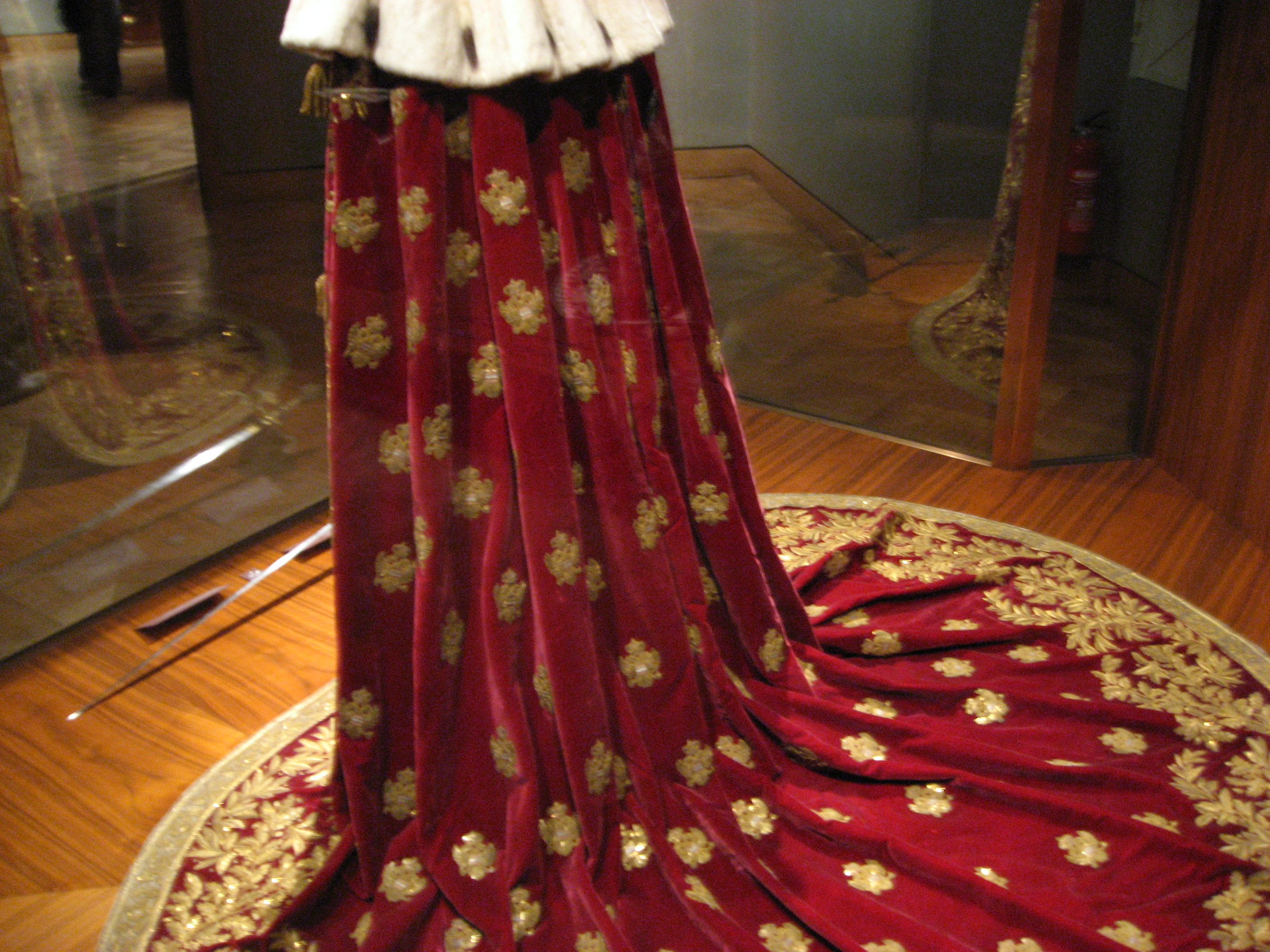
II. Ferenc német-római császár (I. Ferencként magyar király) vörös bársonyból készült, aranyhímzéses palástja

A bársony puha tapintású, finom szövet, amelynek egyik (ritkán mindkét) felületét az alapszövetből szabadon kiemelkedő, sűrű, rövid, bolyhos fonalrészek borítják. A bársony előállítása mindig szorosan összefüggött a selyemszövéssel, kezdetben különösen a középkori brokátselyemmel, egy többszínű, bolyhos felület nélküli, mintázott selyemszövettel.

## Előállítása

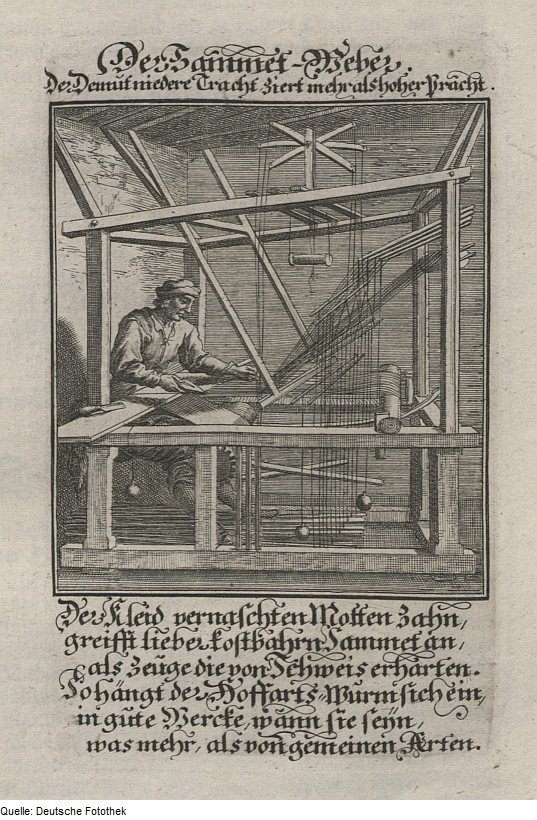
Bársonyszövőszék 1698-ból

A bársonyszövetek két lánc- és egy vetülékrendszerrel (láncbársony), vagy egy lánc- és két vetülékrendszerrel (vetülékbársony) készülnek. Az alaplánc és az alapvetülék készíti magát az alapszövetet. A láncbársonyra jellemző felvágott, a felületet borító, abból kiálló fonalvégek pedig úgy keletkeznek, hogy a másik vetülék nem fonal, hanem egy éles pengében végző fémpálca, amely a második (bársony-) láncrendszer fonalait bevetéskor elvágja. A szövet kötésmódját úgy kell megtervezni, hogy a bársony láncrendszer megfelelő elrendezésben szorosan kötődjék az alapszövethez, így az elvágott láncfonalak ne hulljanak ki. A vetülékbársony (pl. a kordbársony) egy lánc- és két vetülékrendszerrel készül. Az alap-vetülékfonalak közé bevezetett bársonyvetülékek lebegnek (ezeket több láncfonal felett, helyzetváltoztatás nélkül vetik be). Szövés után külön műveletben történik a felvágás, amikor a lebegéses részekbe körkéses vágóval ellátott tűket vezetnek be. (A felvágás nélküli, bársonyszerkezetű szövetek a plüssök.)

## Tulajdonságai
A bársony a velúrtól és a plüsstől a szálhosszban különbözik. Ez a bársonynál a legrövidebb, maximum 2-3 mm. A bársony ezért lágy tapintású, de a három közül ez a legkeményebb is egyben. Az anyagvastagsága miatt az anyag különböző irányokba simítva máshogy néz ki. A bársony egyik fajtája a tükörbársony, amely csillogó, tükröződő hatású anyag. A kívánt mintázat optikai hatását préseléssel vagy simára vasalással érik el. A tükörbársonyt női felsőruházatok, szoknyák, sálak és kiegészítők elkészítéséhez használják.

## Története

### Ázsia
A brokátot Perzsiában használták ruházat készítésére és termek díszítésére 1587-től. Az Oszmán Birodalom nagy mennyiségben exportált bársonyt Európába. (Az anyag magyar elnevezése is a török „barcsin” szóból ered.) Kínában a Csing-dinasztia idején 1644-tól indult be a bársonykészítés.

### Európa

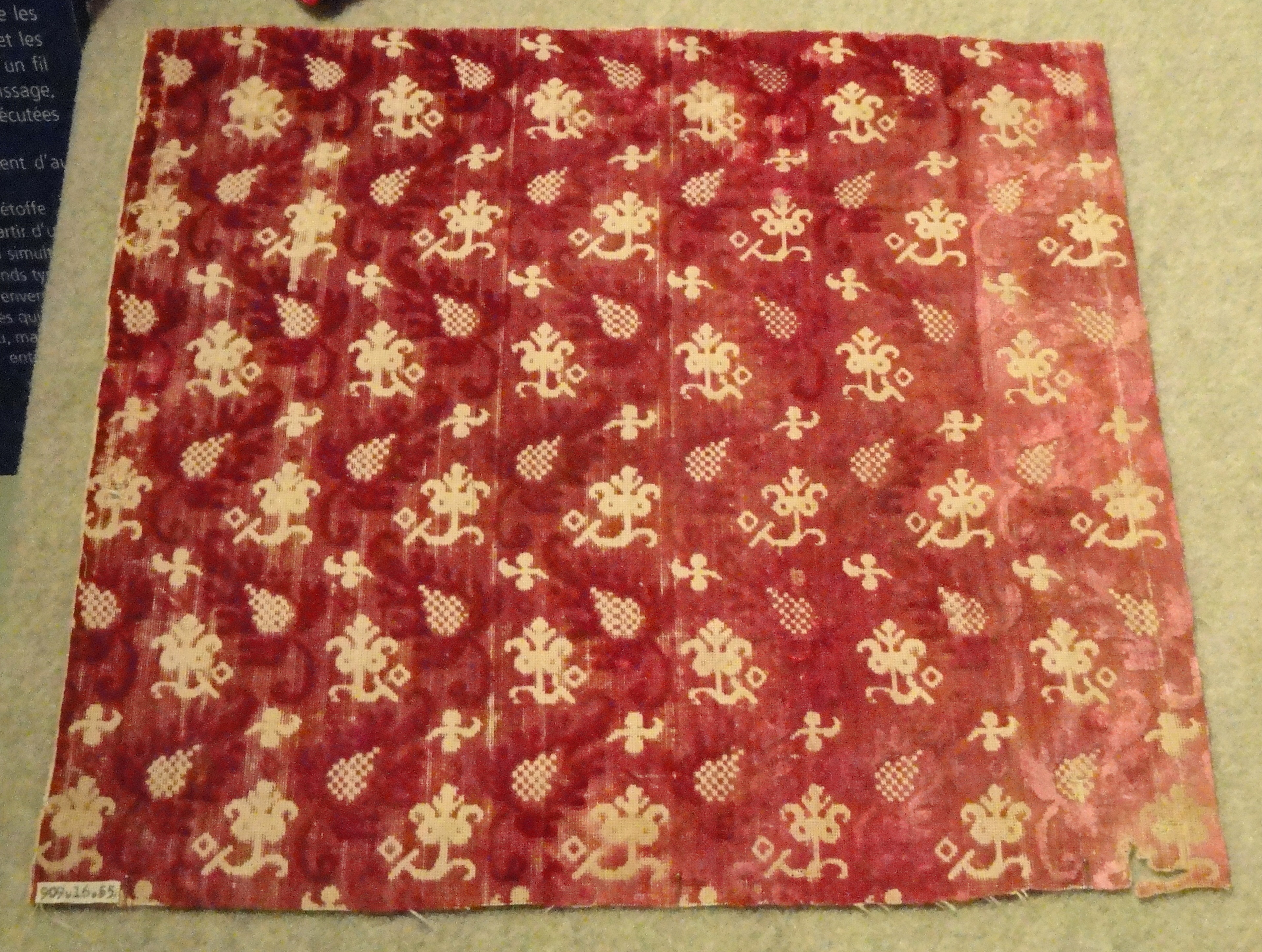
Bársonytöredék 1600-1625 körülről Itáliából

A bársony a későközépkortól kezdve lett kedvelt és később a reneszánsz egyik fő szövetanyaga lett. A keresztfonalbársony már a 14. század elején kimutathatóan megjelent Itáliában, ahol Velence, Firenze, Genova, Milánó városaiban állították elő. 1474-ben Milánóban bársonyszövők és az ehhez kapcsolódó egyéb munkások száma 15000 volt. Ekkor már használták például párnák borítására, de díszruhák és falborítások elkészítéséhez is. A 17. század első felétől Franciaország megpróbálta Itália monopóliumát megtörni a bársonykészítés területén. A lyoni Claude Dangon 1605-ben feltalált egy módszert, aminek révén a bársonyt pepita mintázattal lehetett előállítani. A bársonyszövést Angliában flamand takácsok honosították meg a 16. század második felében. A gyártás fő központjai itt Spitalfields (ma London része), később Manchester lett, ahol nyomott pamutbársonyt állítottak elő. Manchesterből származik a város után is emlegetett kordselyem, ami főként pamutból készül.
Hollandiában és Németországban a bársonyipar a 18. század első felében bontakozott ki, így például Lipcsében 1700-től, Chemnitzben, Meißenben, Zwickauban, Berlinben, Potsdamban és Krefeldben 1721 körül. A Rajna alsó folyása mentén lévő városok sokáig a munkaigényes és drága bársony- és selyemáruk készítésének központjainak számítottak. A Hannover melletti Linden mechanikus szövészete (Mechanische Weberei) a 19. század közepétől állította elő a jól ismert „lindeni bársonyt”.

## Flokkolt bársony (műbársony)
A flokkolt bársony a flokkolással a valódi bársonyt imitálja az által, hogy pehelyszálakat ragasztanak fel az alapszövetre.

## Fordítás
- Ez a szócikk részben vagy egészben  a   Samt című német Wikipédia-szócikk ezen változatának fordításán alapul.  Az eredeti cikk szerkesztőit annak laptörténete sorolja fel. Ez a jelzés csupán a megfogalmazás eredetét és a szerzői jogokat jelzi, nem szolgál a cikkben szereplő információk forrásmegjelöléseként.

## Forrás
- Paul-August Koch, Günther Satlow: Großes Textil-Lexikon. Fachlexikon für das gesamte Textilwesen. Band L–Z, Deutsche Verl.-Anstalt, Stuttgart 1966, 281–282. o.
- Thomas Meyer zur Capellen: Lexikon der Gewebe. Technik, Bindungen, Handelsnamen. Deutscher Fachverlag, 4. Aufl., Frankfurt am Main 2012, ISBN 978-3-86641-258-3
- Brigitte Tietzel: Geschichte der Webkunst. Technische Grundlagen und künstlerische Traditionen. DuMont Buchverlag, Köln 1988, ISBN 3-7701-1828-6, 145–196. o.
- Otto von Falke: Kunstgeschichte der Seidenweberei. 4. kiad. Tübingen: Wasmuth 1951.
- A. Beyssell, Lehrbuch der Weberei zum gebrauche in Webeschulen und zum Selbstunterricht, 1863, 151. oldaltól